# Elisabeth af Braunschweig-Grubenhagen
Elisabeth af Braunschweig-Grubenhagen (14. april 1550 – 11. februar 1586) var en tysk prinsesse, der var hertuginde af Slesvig-Holsten-Sønderborg.
Hun var datter af Hertug Ernst 3. af Braunschweig-Grubenhagen og gift med hertug Hans den Yngre af Slesvig-Holsten-Sønderborg, en yngre søn af kong Christian 3. af Danmark.

## Biografi
Elisabeth blev født den 14. april 1550 i Salzderhelden som ældste barn af hertug Ernst 3. af Braunschweig-Grubenhagen i hans ægteskab med prinsesse Margrethe af Pommern-Wolgast. Hun blev gift den 19. august 1568 i Kolding med hertug Hans den Yngre af Slesvig-Holsten-Sønderborg. I ægteskabet blev der født 14 børn, før hun døde den 11. februar 1586 på Østerholm på Als. Hun ligger begravet i Dronning Dorotheas Gravkapel på Sønderborg Slot.

## Børn
| Navn       | Født               | Død                | Bemærkninger |
| ---------- | ------------------ | ------------------ | --- |
| Dorothea   | 9. oktober 1569    | 5. juli 1593       | Gift 23. november 1589 med Hertug Frederik 4. af Liegnitz |
| Christian  | 26. november 1570  | 14. juni 1633      | Hertug af Slesvig-Holsten-Sønderborg-Ærø 1622-1633 |
| Ernst      | 17. januar 1572    | 26. oktober 1596   | |
| Alexander  | 20. januar 1573    | 13. marts 1627     | Hertug af Slesvig-Holsten-Sønderborg 1622-1627. Gift 26. november 1605 med Dorothea af Schwarzburg-Sondershausen                                                                |
| August     | 26. juli 1574      | 26. oktober 1596   | |
| Marie      | 22. august 1575    | 6. december 1640   | Abbedisse i Itzehoe Kloster |
| Hans Adolf | 15. september 1576 | 21. februar 1624   | Hertug af Slesvig-Holsten-Sønderborg-Nordborg 1622-1624 |
| Anna       | 7. oktober 1577    | 30. januar 1616    | Gift 31. maj 1601 med Hertug Bogislav 13. af Pommern |
| Sophie     | 30. maj 1579       | 3. juni 1658       | Gift 8. marts 1607 med Hertug Filip 2. af Pommern |
| Elisabeth  | 24. september 1580 | 21. december 1653  | Gift 19. februar 1615 med Hertug Bogislav 14. af Pommern |
| Frederik   | 26. november 1581  | 22. juli 1658      | Hertug af Slesvig-Holsten-Sønderborg-Nordborg 1624-1658 Gift 1. gang 1. august 1627 med Juliane af Sachsen-Lauenburg Gift 2. gang 5. februar 1632 med Eleonora af Anhalt-Zerbst |
| Margrete   | 24. februar 1583   | 10. april 1638     | Gift 27. februar 1603 med Grev Johan 7. af Nassau-Siegen |
| Philip     | 15. marts 1584     | 27. september 1663 | Hertug af Slesvig-Holsten-Sønderborg-Glücksborg 1622-1663 Gift 23. maj 1624 med Sophie Hedvig af Sachsen-Lauenburg                                                              |
| Albrecht   | 16. april 1585     | 30. april 1613     | |